# Yves Nidegger
Yves Nidegger, né le 17 mai 1957 à Zurich (originaire de Genève, binational franco-suisse), est un avocat et un homme politique suisse, membre de l'Union démocratique du centre (UDC).
Il est député du canton de Genève au Conseil national depuis décembre 2007.

## Biographie
Yves Nidegger naît le 17 mai 1957 à Zurich, d'un père fonctionnaire fédéral et d'une mère cadre bancaire d'origine parisienne. Il est originaire de Genève, où sa famille déménage en 1959, et possède également la nationalité française. Il est élevé dans le catholicisme.
Après sa scolarité à Genève, notamment à l'École supérieure de commerce, il fait des études en Lettres (histoire, anglais et histoire du christianisme), jusqu'à la demi-licence, et en droit à l'Université de Genève, puis travaille comme journaliste, notamment au début des années 1980 comme pigiste pour le magazine New York City Tribune (en), et le Washington Times, financés par la secte Moon, dont il est membre jusqu'en 1994 et porte-parole à Genève,. Selon ses propres déclarations, il ne s'agissait d’un engagement anticommuniste. Il écrit également plus tard pour l'organe de presse de Vigilance.
Il travaille ensuite huit ans comme professeur dans le secteur privé, puis huit mois et demi comme juriste de l'Association des commis de Genève (aujourd'hui syndicat Unia),,, dirigé par le futur conseiller d'État Charles Beer. En 1992, il est professeur bénévole à l'Université de Tirana en Albanie. Il est président suppléant au Tribunal des prud'hommes de 1993 à 2005,.
Il a longtemps participé à des concours équestres de saut d'obstacles.
Il acquiert en 2023 un domaine  dans la campagne genevoise, où il produit des champignons.
Il est marié à une femme d'origine brésilienne,, qui travaille dans le social, et père de cinq enfants issus d'une précédente union,. Il habite dans le quartier du Petit-Saconnex et possède une résidence secondaire à Thoiry (Savoie).

### Avocat
Admis au Barreau de Genève en 1998, il rejoint une étude d'avocats de la place genevoise, puis fonde sa propre étude en 2001.
Il défraie la chronique au début des années 2000 en raison d'un procès, avec recours jusqu'au Tribunal fédéral, contre le syndicat Unia, qui l'a licencié de son poste de juriste en raison des liens qu'il avait précédemment entretenus avec la secte Moon. Il porte également plainte contre plusieurs journaux pour diffamation. La justice confirme le bien-fondé du licenciement, mais condamne le syndicat pour son caractère immédiat et pour la publicité donnée à l'affaire,.
Il est spécialisé en droit du travail et s'est fait connaître pour la défense des droits fondamentaux. En matière de liberté d'expression, il s'est signalé en intervenant devant la Grande chambre de la Cour européenne des droits de l'homme, dans l'affaire Perinçek c/ Suisse, où il représentait la Fédération des associations turques de Suisse romande. En matière de liberté religieuse, il obtient en décembre 2020 l'annulation de la loi genevoise interdisant les cultes durant la crise de la maladie à coronavirus 2019 à la suite d'un recours de la Fraternité Saint-Pie-X et de l'UDC Éric Bertinat,.

## Parcours politique
Il participe au mouvement antinucléaire de 17 à 20 ans, notamment aux côtés de David Hiler. Pendant ses études, il rejoint Causa, branche politique de la secte Moon, selon ses termes « pour bénéficier des moyens offerts par les diverses fondations que finançait Moon pour les recherches sur ces régions [l'Europe de l'Est] ».
Il adhère à l'UDC en 2002, ou 2003,, pour lutter contre l'adhésion de la Suisse à l'Union européenne. Il travaille au début comme assistant parlementaire de l'UDC Genève,. Il devient vice-président de l'UDC Genève en 2004.
En 2005, il est élu député au Grand Conseil du canton de Genève, puis au Conseil national comme représentant du canton de Genève lors des élections fédérales d'octobre 2007, où il prend la place de Jacques Pagan, non réélu,. Il est candidat la même année au Conseil d’État genevois, puis au Conseil administratif (exécutif) de la ville de Genève en 2007, mais n'est pas élu.
Le 11 octobre 2009, il est réélu député au Grand Conseil du canton de Genève, avec le meilleur score de son parti mais démissionne au 4 décembre 2009 pour privilégier sa carrière fédérale. Il est à nouveau candidat au Conseil d'État en 2009. Il est leader électoral de son parti aux élections communales du printemps 2011, ainsi qu'aux élections fédérales du 23 octobre 2011. Il est réélu en 2015 et 2019 au Conseil national pour un troisième et quatrième mandat. Il y siège à la Commission des affaires juridiques (CAJ), qu'il préside de 2011 à 2013, à la Commission de politique extérieure (CPE) et à la Commission judiciaire de l'Assemblée fédérale (CJ).
En mars 2021, il est candidat à l'élection complémentaire pour le Conseil d’État genevois et finit 4e au second tour, Fabienne Fischer remportant l'élection.
Il démissionne du Conseil national début mai 2023, laissant la place à Thomas Bläsi : réélu le 2 avril 2023 au Grand Conseil du canton de Genève, il déclare vouloir se consacrer à sa fonction de chef du groupe UDC au parlement cantonal.

### Positionnement politique
« Tenant de la ligne blochérienne sur le fond, Yves Nidegger se distingue par son style lettré et une  indépendance de pensée » qui en fait un invité fréquent des débats radio et télévisés. Selon Soli Pardo, interrogé en 2009 alors qu'il était président de l'UDC Genève, « il a des positions blochériennes sur l'économie, la sécurité et la souveraineté nationale, mais originales sur d'autres points ». Il condamne ainsi l'arrestation d'Hannibal Kadhafi à Genève à l'été 2018 et prend ses distances avec l'initiative populaire fédérale contre les minarets. Il se qualifie lui-même en 2008 de « conservateur nuancé ».
Il est membre de l'Action pour une Suisse indépendante et neutre.
En janvier 2021, lors de la pandémie de Covid-19 en Suisse, il s'est opposé à la « dictature sanitaire ». Il fait partie la même année du comité référendaire contre le mariage entre personnes de même sexe, après s'être déjà opposé en 2001 au Pacs genevois.

« Ce que certains considèrent comme les derniers avancements de la civilisation occidentale des droits de l'Homme, je le considère souvent comme les signes d'une décadence d'une civilisation qui est en train de s'autodétruire. C'est ma grille d'analyse, et tous les phénomènes de société sont, à mon avis, les symptômes de cela. »

Il invite le candidat perdant à la présidentielle française de 2020, Eric Zemmour à s'entretenir avec lui lors de son passage controversé en ville de Genève.
De retour au Grand Conseil genevois en 2023, un glissement à droite de son positionnement est noté par les commentateurs et ses collègues de parti, Yves Nidegger semblant avoir fait de la lutte contre le wokisme une de ses priorités.